# Имелов дрозд
Имеловият дрозд (Turdus viscivorus) е прелетна птица от семейство Дроздови. Среща се и в България.

## Физически характеристики
Имеловият дрозд е голяма, агресивна птица, малко по-дребна от гълъб. Това е най-едрият дрозд в България. Дължината на тялото му достига до 27 cm, размахът на крилата – до 48 cm, а теглото му варира между 95 и 170 g. Оперението отгоре е сиво-кафяво, а отдолу – жълтеникаво-бяло, изпъстрено с големи тъмнокафяви петна. Подкрилията са бели, а двете крайни опашни пера са нашарени с белезникави петна по върховете. При женския подбрадието и гърлото са едноцветни, без петна. Полов диморфизъм не се наблюдава. Младите индивиди имат сив гръб с по-светли петна, а перата на плещите са ръждиви. Лети с бързо размахване на крилата, след което ги прибира и планира продължително.
Брачната му песен е от флейтови трели, а през зимата често издава дрезгав звук, наподобяващ „трррр“. Позивните звуци са остро и продължително „храп“, напомнящо на разпръскане на сухи зърна по пода. Понякога издава глухи викове „кук... кук...“, или крещи силно и носово „вхи-кхи...“. Песента му е разнообразна и не е монотонна. През пролетта се чува за кратко, точно преди началото на гнездовия сезон и в гнездото вече спира да пее.

## Подвидове
Съществуват следните два подвида имелов дрозд:
- Turdus viscivorus viscivorus е описан от Карл Линей през 1758 година. Горната част на тялото е по-тъмна с преобладаващ кафяв цвят и по-малко сиви петна. Петната по долната част са по-големи и по-многобройни. Този подвид обитава Туркменистан, Казахстан и долината на река Урал между градовете Оренбург и Уралск.[8][9]

- Turdus viscivorus bonapartei е описан от Жан Луи Кабанис през 1860 година. Той е малко по-голям от европейския имелов дрозд и има бели петна върху рулевите си пера. Оперението е по-светло, по-скоро сиво, отколкото кафяво. Петната на долната част на тялото са по-малко на брой и по-дребни. Среща се в Сибир, Югозападен Алтай, Тян Шан, Казахстан и други.[8][9]

## Разпространение
Ареалът на разпространение на имеловия дрозд е изключително обширен. Независимо от факта, че тенденцията е броят на птиците да намалява, спадът не се смята за достатъчно бърз, за да се доближи до праговете на уязвимост. Поради тези причини видът се оценява като незастрашен. За 2004 година гнездовата популация в Европа се оценява на 3 до 7,4 милиона гнездящи двойки, което включва и многобройната руска популация, от един до три милиона двойки. Това се равнява на 9 – 22,2 милиона индивида. Континентът формира 50 – 74% от глобалния обхват на вида, така че по предварителна оценка общият брой на птиците в света е между 12 200 000 и 44 400 000. Видът е претърпял силна експанзия в началото на миналия век. Броят на птиците в Европа остава стабилен в периода 1970-2000 година. Спадът на някои места от континента донякъде се компенсира от нарастването на броя им в Германия. Все пак в Европа тенденцията от 1980 година насам показва, че популациите са били подложени на умерен спад, на базата на предварителните данни за 21 страни от континента, включени в общата схема за мониторинг на птиците.
Имеловият дрозд е разпространен в Северозападна Африка, Предна и Източна Азия, както и в цяла Европа, с изключение на Северна Норвегия. В северните части на ареала е прелетен вид, а в южните води уседнал живот. В Русия на изток достига до езерото Байкал, на север до Архангелск, Тюмен и Красноярск. В Азия достига чак до Индия и Монголия. Зимува в южните части на Европа и северните на Африка.
В България видът е постоянен и се среща през цялата година.

## Начин на живот и хранене
Там, където е постоянен, видът обитава иглолистни и смесени гори в планините с гъст подлес, където ятата птици се придвижват по руслото на реки и потоци. Предпочита да се установява в горски покрайнини, поляни и открити местообитания с изолирани големи дървета. През зимата слиза на големи ята в предпланинските райони. През този сезон може да се види още в равнините, селища, паркове, градини и обработваеми земеделски площи. Пее през цялата зима, като с това защитава териториите, в които могат да се намерят плодни растения, представляващи надежден източник на храна.
Имеловият дрозд е много внимателна, дори страхлива птица. Обикновено се храни на открити площи, горски покрайнини, сечища, влажни дерета, а през пролетта и есента прелита и до обработваемите земи. Търси храната си из поляни и ливади, като често разравя листната постелка. През лятото предпочита насекоми, ларви, гъсеници, охлюви и дъждовни червеи, а през останалите сезони консумира различни сухи ягодови плодове. Лови даже по-големи насекоми като майски бръмбари и скакалци, дори малки жаби и гущери. Обича плодовете на белия и черния имел и когато чисти човката си след храна по клоните, разнася семената на тези растителни паразити по дърветата, с което спомага за тяхното размножаване.

## Размножаване
Гнездовият сезон на имеловия дрозд започва в края на април и началото на май, когато птиците се групират на двойки. Не създава колонии, а всяка двойка остава отделно от останалите. Гнездата им се разполагат на разстояние от 15 до 100 метра едно от друго. Гнездото се строи само от женската в продължение на 2 – 8 дни. Намира се обикновено високо в дърветата, много близо до ствола, в средно високите клони, но може да се открие и на 20 m височина. То е по-грубо от това на останалите видове дроздове, изградено е от клони, едри тревисти стебла, коренчета, мъхове и лишеи, слепени с кал. Отвътре е застлано с листа, трева, косми и коренчета. Отвън често е замаскирано с мъхове, лишеи и треви. Има купообразна форма с диаметър до 250 mm и височина 120 mm. Мъжкият не участва в строежа, но лети наоколо и пази самката.
Снася от 3 до 5, максимум 6 светлосини до бледо жълто-зелени яйца, изпъстрени с редки черни, тъмновиолетови и тъмнокафяви петна. Обикновено яйцата са не повече от 4 и са по-големи от тези на останалите дроздове. Дължината им е 27 – 36 mm, а ширината – 19-24 mm. Женската ги инкубира сама в продължение на две седмици, като по изключение може да бъде подпомогната от самеца. Двамата родители хранят заедно новоизлюпените пиленца. Малките напускат гнездото след 15 дни. В края на май и началото на юни се наблюдава излитане от гнездата на младите птици, които в средата на юни вече летят добре. Периодът, в който се обучават да летят е с продължителност 12-15 дни, а напълно самостоятелни стават две седмици след това. Репродуктивният период завършва между края на юни и средата на юли.
При благоприятни условия, имеловият дрозд може да има по две люпила годишно, особено ако първото е унищожено по някакви причини.
Понякога устройва гнездата си на високо – по дървета до 10-15 m височина. То е фино изплетено от тънки клонки и треви и отвътре е измазано с кал, върху която са настлани меки мъхове и лишеи.